# Государственный гимн Маньчжоу-Го
Государственный гимн Маньчжоу-Го, утверждённый в 1932 году, стал одним из национальных символов независимости и суверенитета государства Маньчжоу-Го. Одной из причин его создания стало стремление руководства страны к обеспечению международного дипломатического признания Маньчжоу-Го и укреплению чувства патриотизма среди его жителей.
За 14 лет существования Маньчжоу-Го национальный гимн дважды менялся.

## Первый вариант гимна
Первый национальный гимн был объявлен Указом № 4 Государственного совета от 24 февраля (оглашен 1 марта) 1933 года. В качестве автора текста выступил первый премьер-министр Маньчжоу-Го Чжэн Сяосюй — набожный конфуцианец и убежденный монархист, а также поэт и каллиграфист.
| Трад. кит.                   | Пиньинь                                            | Русский перевод                                          |
| ---------------------------- | -------------------------------------------------- | -------------------------------------------------------- |
| 天地內 有了新滿洲            | Tiān dì nèi, yǒu liǎo xīn mǎnzhōu                  | Теперь на Земле есть новая Маньчжурия,                   |
| 新滿洲 便是新天地            | Xīn mǎnzhōu, biàn shì xīn tiān dì                  | и новая Маньчжурия — это наша новая земля.               |
| 頂天立地 無苦無憂 造成我國家 | Dǐng tiān lì dì, wú kǔ wú yōu, zào chéng wǒ guójiā | Так сделаем нашу страну растущей и свободной от печали,  |
| 只有親愛竝無怨仇             | Zhǐ yǒu qīn'ài bìng wú yuànchóu                    | где будет лишь любовь, и не будет ненависти.             |
| 人民三千萬 人民三千萬        | Rénmín sān qiān wàn, rénmín sān qiān wàn           | Тридцать миллионов человек, тридцать миллионов человек - |
| 縱加十倍也得自由             | Zòng jiā shí bèi yě dé zìyóu                       | Мы должны быть свободными в десять раз больше.           |
| 重仁義 尚禮讓 使我身修       | Zhòng rényì, shàng lǐràng, shǐ wǒ shēn xiū,        | Честь и ли я открыл для себя,                            |
| 家已齊 國已治 此外何求?      | Jiā yǐ qí, guó yǐ zhì, cǐwài hé qiú?               | В моей семье и в государстве порядок. Что ещё нужно?     |
| 近之則與世界同化             | Jìn zhī, zé yǔ shìjiè tónghuà                      | Сейчас мы можем обосноваться в этом мире,                |
| 遠之則與天地同流             | Yuǎn zhī, zé yǔ tiāndì tóng liú                    | а в будущем мы будем следовать путями Неба и Земли.      |

## Второй вариант гимна
5 сентября 1942 года Государственный совет утвердил новый вариант гимна Маньчжоу-Го. Как пояснил Чжан Цзинхуэй, второй премьер-министр государства, гимн 1933 года перестал соответствовать текущему положению дел в империи. Новый гимн, адаптированный также под японский язык, была написан членами специального комитета и переименован в Песнь независимости Маньчжоу-Го.
| Трад. кит.                  | Пиньинь                                               | Русский перевод                                                                           |
| --------------------------- | ----------------------------------------------------- | ----------------------------------------------------------------------------------------- |
| 神光開宇宙 表裏山河壯皇猷   | Shén guāng kāi yǔzhòu, biǎolǐ shānhé zhuàng huáng yóu | С Вселенной, созданной в Божьем свете, огромные земли укрепляются под властью Императора. |
| 帝德之隆 巍巍蕩蕩莫與儔     | Dì'dé zhī lóng wēiwēi dàngdàng mò yǔ chóu             | Так полна Его сила и так широка, что это не подвергается никаким сомнениям.               |
| 永受天祐兮 萬壽無疆薄海謳   | Yǒng shòu tiān yòu xī, wànshòuwújiāng bó hǎi xú       | Пусть же Он всегда получает Божье благословение, пусть Он живёт вечно.                    |
| 仰贊天業兮 輝煌日月侔       | Yǎng zàn tiān yè xī, huīhuáng rì yuè móu              | Поклонимся же божественному созиданию, чья слава равна Солнцу и Луне.                     |
| На японском                 | Система Хэпбёрна                                      | Русский перевод                                                                           |
| おほみひかり あめつちにみち | Ōmi-hikari ametsuchi ni michi                         | Мир наполняется Божественным светом,                                                      |
| 帝德は たかくたふとし       | Teitoku wa takaku tōtoshi                             | Власть Императора благородна и почетна.                                                   |
| とよさかの 萬壽ことほぎ     | Toyosaka no banju kotohogi                            | Давайте пожелаем Ему долголетия и процветания                                             |
| あまつみわざ あふぎまつらむ | Amatsumiwaza aogimatsuran                             | И поддержим начинания Императора.                                                         |